# Liste von Mautstraßen in Österreich
Diese Liste von Mautstraßen in Österreich ist eine bislang nicht-vollständige Zusammenstellung von Straßen in Österreich, für die ein spezifisches Benutzungsentgelt erhoben wird. Für die Benutzung der Autobahnen und Schnellstraßen wird von der ASFINAG eine Maut in der Form einer Autobahnvignette bzw. Lkw-Maut eingehoben; diese Straßen sind in der Liste nicht einzeln angeführt. Die ASFINAG hebt für die Benutzung einzelner, in der Liste angeführter Abschnitte der Autobahnen und Schnellstraßen in den Alpen (Sondermautstrecken) eine gesonderte Maut ein. Außerdem wird für die Befahrung einzelner Landes- oder Gemeindestraßen sowie Privatstraßen Maut erhoben.

## Liste (nach Bundesländern)

### Kärnten
- Goldeck-Panoramastraße (Länge: 14,5 km), im Winter geschlossen, Betreiber: Großglockner Hochalpenstraßen AG[1]
- Karawankentunnel (7,864 km)[2]
- Malta-Hochalmstraße/Maltatal-Panoramastraße, Gemeinde Malta, Länge 14,4 km, von Anfang Mai bis Ende Oktober geöffnet.[3] Je nach Fahrtrichtung bis zu 6 Tunnels, streckenweise Streckensperrung für eine Richtung per Lichtsignalanlage
- Nockalmstraße (34 km)[4]
- Villacher Alpenstraße (16,5 km), erbaut 1965[5][6]

### Kärnten, Salzburg
- Großglockner-Hochalpenstraße (47,8 km)
- Katschbergtunnel (Lungau SL ↔ Rennweg) (5.898 m)
- Jamnigalmstraße in Mallnitz, 1674 m

### Niederösterreich
- Hohe Wand-Mautstraße, Bezirk Wiener Neustadt, 1932 errichtet, ganzjährig geöffnet[7]

### Niederösterreich, Steiermark
- Hochkaralpenstraße, durchschnittliche Steigung von 12 %, Länge: 9 km, ca. 700 m auf 1480 m, geöffnet Mitte Juni bis Mitte Oktober

### Oberösterreich
- Panoramastraße Hinterstoder, Länge 9,5 km[8]

### Oberösterreich, Steiermark

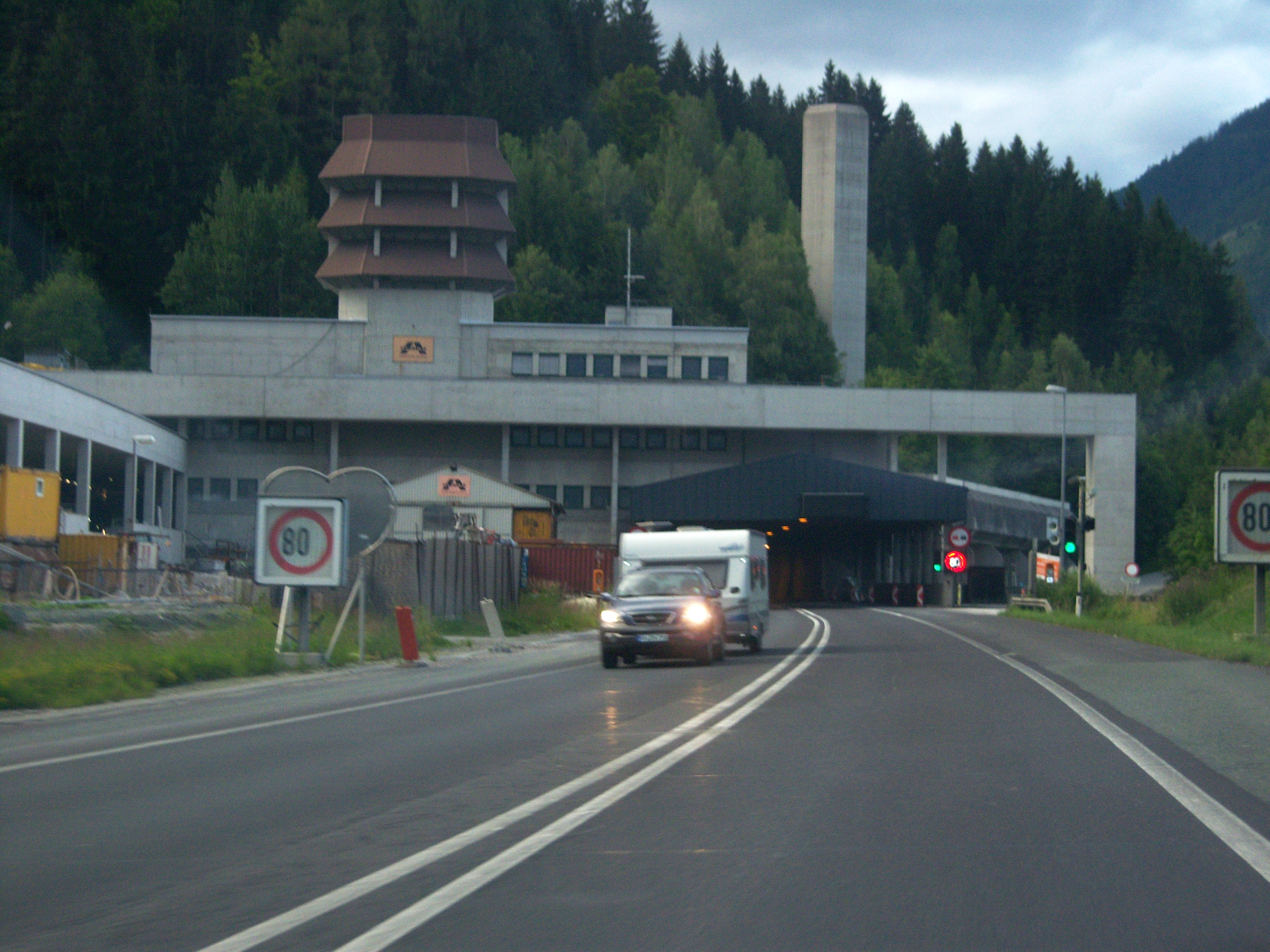
Bosrucktunnel

- Bosrucktunnel (ca. 5.509 m), Teil der Pyhrn Autobahn (A9) zwischen Spital am Pyhrn, Bezirk Kirchdorf im Traunviertel (Oberösterreich) und Ardning, Bezirk Liezen (Steiermark) (PKW 6,5 €)[9]

### Salzburg
- Bleckwandstraße, Länge ca. 6 km, Gemeinde Strobl am Wolfgangsee (Beginn: Gehöft Vitz am Berg, Ende: Niedergadenalm)[10]
- Filzmoos – Hofalm, 1057 – 1268 m
- Gasteiner Alpenstraße: Böckstein – Sportgastein/Naßfeld (Talschluss), 4,3 km, hauptsächlich Tunnel, Höhe 1588 m[11][12]

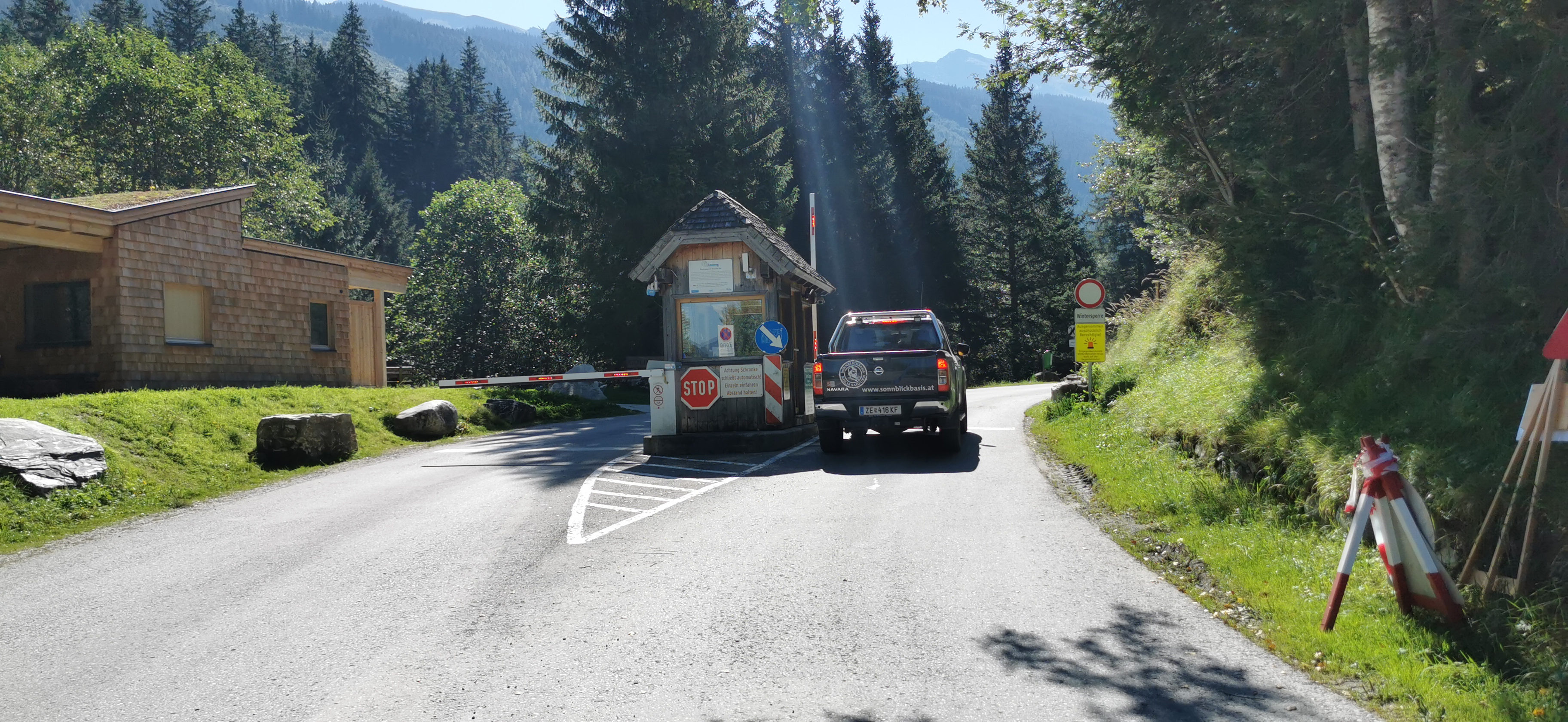
Kolmstraße (Kassenhäuschen)

- Kolmstraße in Kolm-Saigurn, vom Alpengasthof Bodenhaus (1234 m ü. A.) bis Lenzanger (1550 m ü. A.) u.z., asphaltiert, 5 Kehren, Steigung / Gefälle bis 13 %, Länge 5,4 Kilometer, Betreiber: Marktgemeinde Rauris, geöffnet zwischen Ostern und Ende Oktober[13]
- Krimml – Gerlos (Gerlos Alpenstraße), 1084 – 1628 m
- hinteres Lesachtal in der Gemeinde Tamsweg
- Postalmstraße – Abtenau, Länge 28,5 km bis zu einer Höhe von 1.288 m ü. A., Eröffnung 1988[14]
- Saustallalmstraße, Beginn: Flachgau, Betreiber: Almgenossenschaft Saustallalm
- Spielbergstraße im Tennengau, Krispl – Gaißau
- St. Koloman – Trattbergstraße, 851 – 1256 m
- St. Martin bei Lofer – Maria Kirchental, Länge 1,95 km, Höhe: 638 m – 879 m, im Winter gesperrt, da Rodelbahn (ausgenommen Rettungskräfte, Lieferanten, Personal)[15]
- Höhenstraße Loferer Alm, Beginn auf 1005 m üNN, Länge 7,2 Kilometer, 833 Höhenmeter, durchschnittliches Gefälle 11,5 %.
- Trattberg-Panoramastraße im Tennengau, ca. 9 km[16]

### Salzburg, Tirol
- Felbertauernstraße, Beginn: Pinzgau, Länge 36 km, Mautstelle am Südportal des Felbertauerntunnels auf etwa der Hälfte der Strecke.
- Gerlos Alpenstraße (ca. 12 km)

### Steiermark
- Dachsteinstraße (Ramsau ↔ Dachstein), > 6 km[17][18]
- Gleinalmtunnel (8,320 km), Teil der Pyhrn Autobahn (A9)
- Loser-Panoramastraße im Ausseerland, 9 km, Höhe 1600 m (Betreiber: Loser Bergbahnen Ges.m.b.H.)
- Tauplitzalm Alpenstraße  in Bad Mitterndorf, 10 km, Höhe 1621 m (Betreiber: Die Tauplitz Bergbahnen GmbH)

### Tirol

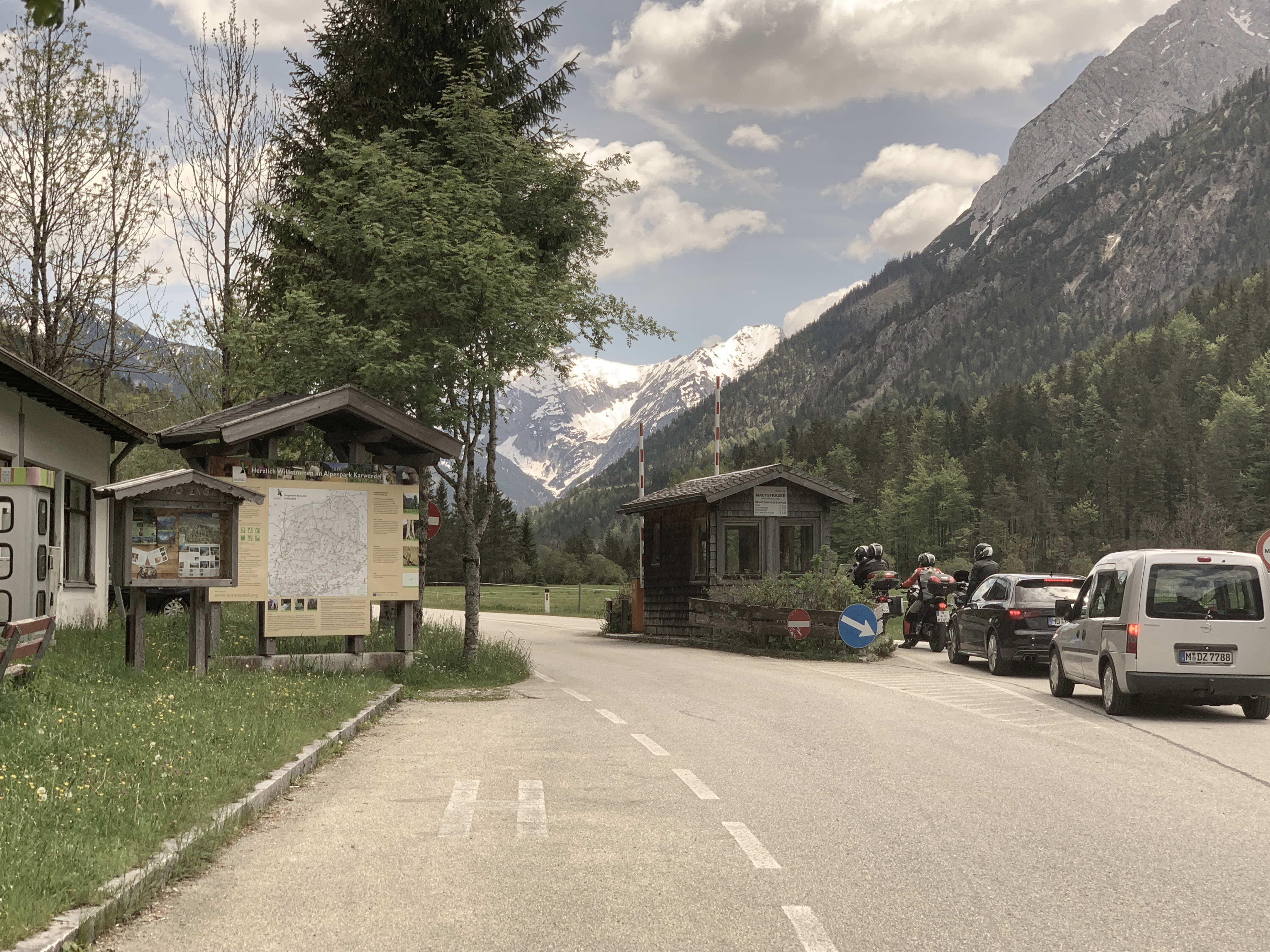
Mautstation Hinterriß

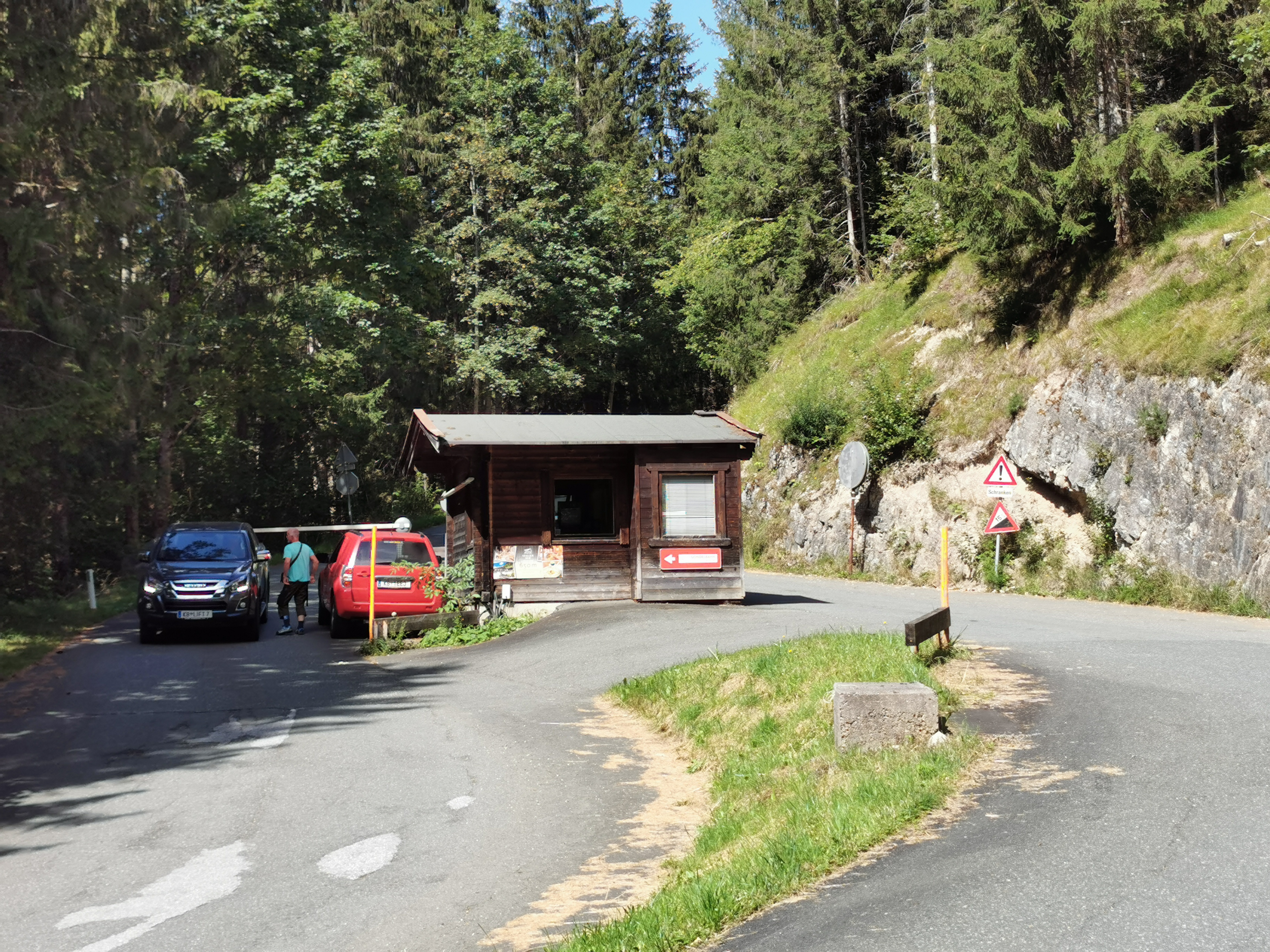
Mautstation Waidring

- Ackernalm, Gemeinde Thiersee, Bezirk Kufstein[19] Mai bis Oktober, 6 km (Abb.)
- Brenner Autobahn A13 (35 km)
- Hinterriß ↔ Großer Ahornboden (Eng) (15 km, im Winter ist die Straße generell gesperrt; Betreiber: Weggemeinschaft Hinterriss-Eng)[20] Die Mautstraße ist die Fortsetzung der Risstal Landesstraße
- Mautstraße Karwendeltäler (Pertisau ↔ Gramaialm im Falzthurntal resp. Gernalm), jeweils etwa 7 km zuzüglich etwa 500 Meter bis zur Gabelung nach der Mautstelle  [21]
- Innerkelchsau in der Gemeinde Hopfgarten im Brixental (Sackgasse)
- Panoramastraße zum Kitzbüheler Horn; Länge 7,5 km; Sackgasse, im Winter gesperrt[22]
- Hinterwindau in der Gemeinde Westendorf (8,6 km; Sackgasse; Betreiber: Weggemeinschaft Hinteres Windautal)[23]
- Ötztaler Gletscherstraße (15 km; Betreiber: Bergbahnen Sölden)
- Schlegeis Alpenstraße bei Ginzling, 13,3 km, maximale Höhe: 1780 m Schlegeisspeicher[24][25]
- Höhenstraße Steinplatte (Waidring ↔ Steinplatte)[26]; 4,2 km
- Timmelsjoch-Hochalpenstraße (z. T. in Italien, ca. 30 km; ca. Anfang Juni bis ca. Mitte Oktober geöffnet)
- Stilluptal[27]
- Zillergrund, Gemeinde Brandberg, 18  km[28][29]
- Zillertaler Höhenstraße[30]

### Tirol, Vorarlberg
- Arlbergtunnel S16[31] (13,972 km)
- Silvretta-Hochalpenstraße (22,3 km) im Eigentum der illwerke vkw AG[32]